# Historyczne krainy Szwecji

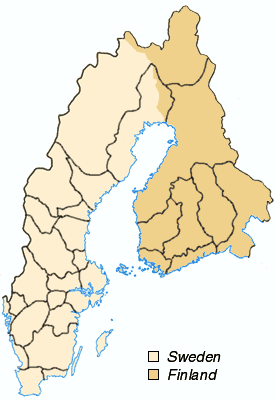
Prowincje (landskap) królestwa Szwecji i Finlandii (1353–1808)

Historyczna kraina Szwecji (szw. landskap) – część Szwecji, która pojawiła się w którymś z dawniejszych podziałów politycznych tego kraju. Ze względu na dużą stabilność władzy w tym rejonie świata zwykle krainy historyczne wyróżniają się odrębnym charakterem kulturowym i geograficznym, przy czym jednocześnie wielu ludzi współcześnie identyfikuje się z nimi. Główna reforma podziału terytorialnego Szwecji miała miejsce w roku 1634. W roku tym Axel Oxenstierna zastąpił stary podział nowym podziałem na regiony. Podział Oxenstierny dotyczył także Finlandii i zachował się tam do roku 1997, mimo iż kraje te nie stanowią jednego organizmu państwowego od 1809.

## Historia
Początki szwedzkiego podziału na prowincje sięgają wczesnych monarchii, które istniały przed i w czasie zjednoczenia Szwecji w latach 800–1000 n.e. Po zjednoczeniu oraz ustanowieniu jednego monarchy każdy z tych minikrajów miał swoje własne prawa, własne zgromadzenie ogólne (ting) i w zasadzie rządził się sam. Prowincjom historycznym po zjednoczeniu nadano status księstw, natomiast prowincje nowo zdobywane stawały się księstwami.
Spośród ziem pozyskanych w wyniku zerwania unii kalmarskiej w 1523 tylko niektóre zostały włączone jako prowincje. Najtrwalszy charakter miały nabytki uzyskane w wyniku pokoju w Roskilde, który sprawił, że dotychczasowe obszary duńskiej Skanii – prowincje Skania, Blekinge oraz Halland – wraz z norweskimi Bohuslän, Jämtland i Härjedalen weszły w posiadanie szwedzkiej monarchii  i stopniowo zintegrowały się z resztą kraju. Inne obce terytoria były zarządzane jako szwedzkie dominia, pozostając pod berłem monarchy szwedzkiego czasem przez dwa lub nawet trzy stulecia. Norwegia w XIX w. była złączona ze Szwecją unią personalną, jednak nigdy nie stała się integralną jej częścią.
Podział krainy Västerbotten, który miał miejsce w wyniku odłączenia Finlandii na początku XIX w. spowodował powstanie nowej jednostki administracyjnej o nazwie Norrbotten, która z czasem została uznana za krainę historyczną na równi z pozostałymi obszarami. W roku 1995 nadano jej nawet własne godło.

## Godła
Godła wszystkich krain historycznych Szwecji zostały po raz pierwszy zestawione razem na pogrzebie króla Gustawa I Wazy w 1560. Po oddzieleniu Finlandii od Szwecji tradycje związane z godłami w obu państwach poszły różnymi drogami. I tak na przykład 18 stycznia 1884 roku w Szwecji przyjęto, że godła wszystkich szwedzkich prowincji będą ozdobione koronami księstwa, jednocześnie na terenie Finlandii rozróżnienie między hrabstwami a księstwami pozostało niezmienione. Dodatkową komplikację wprowadzał tutaj fakt, że wygląd książęcych i hrabiowskich koron w godłach fińskich przypominał wygląd szwedzkich koron niższego rzędu – odpowiednio hrabiowskich i baronowskich. Co więcej podział Laponii wymusił wprowadzenie rozróżnienia między godłami części szwedzkiej i fińskiej.

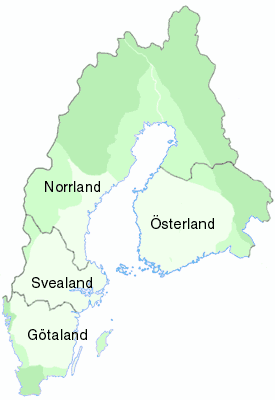
Historyczne kraje Szwecji z uwzględnieniem Finlandii

## Krainy historyczne a kraje Szwecji
Oprócz tradycyjnego podziału na krainy historyczne występuje w Szwecji obecnej i historycznej (obejmującej także Finlandię) podział na kraje (szw. land), które są jednostkami nadrzędnymi w stosunku do krain historycznych.

### Götaland
Götaland składa się z następujących dziesięciu krain znajdujących się w granicach obecnej Szwecji:
- Blekinge (Blechingia)
- Bohuslän (Bahusia)
- Dalsland (Dalia)
- Gotlandia (Gotlandia)
- Halland (Hallandia)
- Olandia (Oelandia)
- Östergötland (Ostrogothia)
- Skania (Scania)
- Smalandia (Smalandia)
- Västergötland (Westrogothia)

### Svealand

Prowincje Szwecji (aktualny podział)

Krainy historyczne Szwecji na terenie obecnej Finlandii

Svealand składa się z następujących sześciu prowincji, z których wszystkie znajdują się w obrębie obecnej Szwecji:
- Dalarna (Dalecarlia)
- Närke (Nericia)
- Södermanland (Sudermannia)
- Uppland
- Värmland (Wermelandia)
- Västmanland (Westmannia)

### Norrland
Norrland składa się z następujących dziewięciu prowincji, z których Västerbotten i Laponia są podzielone między współczesną Szwecję i Finlandię, zaś Österbotten w całości znajduje się po stronie fińskiej:
- Ångermanland (Angermannia)
- Gästrikland (Gestricia)
- Hälsingland (Helsingia)
- Härjedalen (Herdalia)
- Jämtland (Jemtia)
- Laponia (Laponia)
- Medelpad (Medelpadia)
- Österbotten (Ostrobothnia)
- Västerbotten (Westrobothnia)
- Norrbotten (pierwotnie takiej prowincji nie było, jednak obecnie w Szwecji jest uważana za krainę historyczną)

### Österland
Österland składa się z następujących siedmiu krain, które obecnie znajdują się na terenie Finlandii:
- Wyspy Alandzkie (Alandia)
- Egentliga Finland (Finlandia Właściwa)
- Karelia (Karelia)
- Nyland (Nylandia)
- Satakunda (Satakunda)
- Savolaks (Savonia)
- Tavastland (Tavastia)